# Comitas laura
Comitas laura é uma espécie de gastrópode do gênero Comitas, pertencente a família Pseudomelatomidae.